# Фенкил Норд Ред Сиа
Фенкил Норд Ред Сиа (англ. Fenkil Northern Red Sea) — шоссейная многодневная, а позднее однодневная велогонка, проходившая по территории Эритреи с 2013 по 2017 год.

## История
Гонка была создана в 2013 году и сразу вошла в календарь Африканского тура UCI с категорией 2.2. Она прошла в конце февраля и была многодневной, состоявшей их двух этапов. Маршрут пролегал в провинции Сэмиэн-Кэй-Бахри между городами Массауой и Гиндой, где в 1990 году произошло второе сражение за Массауа также известное как Операция Фенкил (англ. Operation Fenkil).
В 2014 и 2015 годах не проводилась как и другие эритрейские гонки.
В 2016 гонка возродилась уже как однодневная, получив категорию 2.1. Её время проведения сдвинулось на конец апреля. Изменился и маршрут. Старт располагался в Форо откуда дистанция следовала вдоль побережья Красного моря до Массауы после чего поворачивала в глубь страны в направлении Гинды где располагался финиш. Рельеф на первых 2/3 дистанции был практически равнинным, а далее начинались подъёмы включая основной с отметки 150 м на высоту 1000 метров протяжённостью примерно 15 км заканчивавшийся на перед финишной чертой.
Все издания гонки проходили в конце апреля перед Кругом Массауы, накануне Тура Эритреи.
Организатором выступала Национальная федерация велосипедного спорта Эритреи (ENCF).

## Призёры
| Год                      | Победитель       | Второй            | Третий           |
| ------------------------ | ---------------- | ----------------- | ---------------- |
| 2013                     | Тесфайе Абраха   | Авет Гебремедхин  | Мексеб Дебесай   |
| 2014–2015 не проводилась |                  |                   |                  |
| 2016                     | Микиэль Хабтом   | Адханом Земекаэль | Миллион Амануэль |
| 2017                     | Пьерпаоло Фикара | Земенфес Соломон  | Мехари Тесфацион |